# Liogenys obesa
Liogenys obesa är en skalbaggsart som beskrevs av Hermann Burmeister 1855. Liogenys obesa ingår i släktet Liogenys och familjen Melolonthidae. Inga underarter finns listade i Catalogue of Life.